# كيم شنهوان
كيم شنهوان (30 مارس 1995 بكوريا الجنوبية - ) هو لاعب كرة قدم كوري جنوبي في مركز الهجوم. شارك مع منتخب كوريا الجنوبية تحت 20 سنة لكرة القدم. أما مع النوادي، فقد لعب مع جونبك هيونداي موتورز وأكاديمية واحتياط أولمبيك ليون وChungju Hummel FC ‏.

## روابط خارجية
- كيم شنهوان على موقع دوري كوريا الجنوبية (الإنجليزية)
- كيم شنهوان على موقع قاعدة بيانات كرة القدم.إي يو (الإنجليزية)
- كيم شنهوان على موقع Soccerway.com (الإنجليزية)